# MatCom
La Facultad de Matemática y Computación de la Universidad de La Habana (o MatCom) forma parte del conjunto de facultades de la Universidad de La Habana. Está ubicada frente al parque Ignacio Agramonte (conocido también entre los estudiantes y trabajadores del lugar como Plaza Cadenas) en la Colina Universitaria, en tal vez la más hermosa obra arquitectónica neoclásica de la Colina.
Su objetivo es preparar licenciados en las carreras de Ciencias de la Computación, Matemática y Ciencia de datos.

## Historia de la Facultad
El edificio Felipe Poey donde se encuentra la facultad sirvió en el pasado como facultad de Ciencias Exactas y Naturales. En este centro también funcionó por algunos años la Carrera de Geografía. 

## Museos
La facultad acoge a dos museos con temáticas muy diferentes a los perfiles profesionales que se imparten en el centro. Constituyen muestras de su pasado como Facultad de Ciencias Naturales.

### El Museo Antropológico Montané
El museo Antropológico Montané, fundado en 1903, conserva piezas arqueológicas excepcionales y únicas del remoto pasado prehistórico de Cuba. Posee la mayor y más amplia colección de cráneos deformados de los aborígenes del archipiélago –anomalía que era fruto de una rara costumbre de la etnia araguaca que habitó en el país hasta la llegada de Colón. La institución que lleva el nombre de Luis Montané Dardé, un eminente investigador cubano, fundador de una práctica científica en este campo entre los siglos XIX y XX, conserva y exhibe también una vasta muestra de adornos de concha y piedra, hachas petaloides y otros objetos de la cultura material de aquellos primeros pobladores.
Entre sus más preciadas reliquias originales está el llamado Ídolo del Tabaco, hallado en Gran Tierra, en el extremo oriental de la isla. Se trata de una figura tallada en un tronco de guayacán, de forma antropofitomorfa, que recuerda a un habano por su apariencia de huso. La pieza pudo haber servido de urna funeraria, recipiente de alucinógenos o mortero ceremonial para triturar hojas del mismo árbol de guayacán, beneficioso para aliviar algunas dolencias. El museo también atesora el Ídolo de Bayamo, encontrado en las inmediaciones de la ciudad cubana homónima, en el siglo XIX, que constituye una de las mayores esculturas en piedra halladas en el Caribe. Fue elaborada en arenisca gris verdosa, de forma y contornos naturales sobre los que el tallista aborigen esculpió una figura antrozoomorfa. Se considera que debió estar asociado a una deidad vinculada a los mares y ríos, cual lo estaría la comunidad aborigen a la que perteneció.
El dujo de Santa Fe, igualmente aquí, es un curioso asiento ceremonial aborigen (taíno), tallado en una sola pieza de madera de guayacán, que fue hallado en la desembocadura del río Sante Fe, límite Oeste de la Ciudad de La Habana. La pieza servía al cacique y al hechicero (behíque), para ceremonias religiosas en las que lograban el éxtasis. Se inhalaba polvo de hojas de tabaco mezclados con plantas alucinógenas, y con el descanso que proporcionaba el anatómico mueble, hacían la concentración mental con la que evocaban lo sobrenatural. Presenta tallas muy bien labradas y pulidas, como lo evidencia el detalle del cemí, que se proyecta hacia adelante en el original banco y que habría de quedar entre las piernas de quien lo utilizara.

### La naturaleza y Poey
El primero y más antiguo Museo de Ciencias Naturales de Cuba es el Felipe Poey, que entre otros valores conserva especies cubanas disecadas en el siglo XIX, las que fueron estudiadas por el eminente científico cuyo nombre ostenta la institución. Fue en 1830 cuando el sabio naturalista nacido en Cuba presentó ante la Sociedad Económica de Amigos  del País su proyecto de museo de este carácter y, en mayo de 1840, se le conceden locales para tal fin en el Convento de los Dominicos, en La Habana Vieja, sede entonces de la precedente Universidad de  San Gerónimo.
Lo que se exhibe en el Felipe Poey se trasladó a la colina universitaria habanera en 1902 y en 1939 pasan a ocupar sus actuales locales, en la primera planta de la Facultad.

## Curiosidades
- El imponente edificio guarda con profundo respeto en una pequeña urna monumentaria, los restos de ese sabio innovador y docente que fue Dr. Felipe Poey (1799-1893), investigador primado de la naturaleza cubana.